# Liste der Kulturdenkmäler in Talling
In der Liste der Kulturdenkmäler in Talling sind alle Kulturdenkmäler der rheinland-pfälzischen Ortsgemeinde Talling aufgeführt. Grundlage ist die Denkmalliste des Landes Rheinland-Pfalz (Stand: 10. August 2023).

## Einzeldenkmäler
| Bezeichnung | Lage               | Baujahr                            | Beschreibung                                    | Bild |
| ----------- | ------------------ | ---------------------------------- | ----------------------------------------------- | ---- |
| Quereinhaus | Hauptstraße 7 Lage | zweite Hälfte des 19. Jahrhunderts | Quereinhaus, zweite Hälfte des 19. Jahrhunderts | BW   |